# All the Love in the World (Consortium)
"All the Love in the World" is een nummer van de Britse band Consortium. Op 10 januari 1969 werd het uitgebracht als single.

## Achtergrond
"All the Love in the World" is geschreven door gitarist Geoff Simpson en geproduceerd door Cyril Stapleton, A&R-manager van platenmaatschappij Pye Records. Het nummer werd in 1965 voor het eerst opgenomen met Pye-producer Jack Dorsey. Volgens Stapleton was de kwaliteit van deze versie te slecht om te worden uitgebracht, waarop Dorsey niet meer als producer aan de slag ging. In 1967 bracht de band twee onsuccesvolle singles uit, voordat "All the Love in the World" opnieuw werd opgenomen met Stapleton als producer.
"All the Love in the World" werd de eerste single die de band uitbracht onder de naam Consortium, nadat voorgaande uitgaven onder de naam West Coast Consortium verschenen. Dit gebeurde op advies van Stapleton, die vond dat het de band mysterieuzer deed klinken. Het werd de enige hit van de groep: in de Britse UK Singles Chart kwam het tot plaats 22, terwijl het in Nederland de dertiende plaats in de Nederlandse Top 40 en de elfde plaats in de Parool Top 20 behaalde.

## Hitnoteringen

### Nederlandse Top 40
| Hitnotering: 01-03-1969 t/m 12-04-1969 | Hitnotering: 01-03-1969 t/m 12-04-1969 | Hitnotering: 01-03-1969 t/m 12-04-1969 | Hitnotering: 01-03-1969 t/m 12-04-1969 | Hitnotering: 01-03-1969 t/m 12-04-1969 | Hitnotering: 01-03-1969 t/m 12-04-1969 | Hitnotering: 01-03-1969 t/m 12-04-1969 | Hitnotering: 01-03-1969 t/m 12-04-1969 | Hitnotering: 01-03-1969 t/m 12-04-1969 |
| Week                                   | 1                                      | 2                                      | 3                                      | 4                                      | 5                                      | 6                                      | 7                                      |                                        |
| -------------------------------------- | -------------------------------------- | -------------------------------------- | -------------------------------------- | -------------------------------------- | -------------------------------------- | -------------------------------------- | -------------------------------------- | -------------------------------------- |
| Nummer                                 | 39                                     | 20                                     | 14                                     | 13                                     | 16                                     | 27                                     | 32                                     | uit                                    |

### Parool Top 20
| Hitnotering: 15-03-1969 t/m 29-03-1969 | Hitnotering: 15-03-1969 t/m 29-03-1969 | Hitnotering: 15-03-1969 t/m 29-03-1969 | Hitnotering: 15-03-1969 t/m 29-03-1969 | Hitnotering: 15-03-1969 t/m 29-03-1969 |
| Week                                   | 1                                      | 2                                      | 3                                      |                                        |
| -------------------------------------- | -------------------------------------- | -------------------------------------- | -------------------------------------- | -------------------------------------- |
| Nummer                                 | 13                                     | 11                                     | 13                                     | uit                                    |

### NPO Radio 2 Top 2000
All the Love in the World stond alleen in 2000 in de NPO Radio 2 Top 2000, op plek 1540.